# Halalli, Athni
Halalli là một làng thuộc tehsil Athni, huyện Belgaum, bang Karnataka, Ấn Độ.